# Grups de Google
Google Groups és un servei de Google que ofereix grups de discussió per a persones que comparteixen interessos comuns. El servei Groups també proporciona una porta d'entrada als grups de notícies Usenet mitjançant una interfície d'usuari compartida.
Google Groups va entrar en funcionament el febrer de 2001, després de l'adquisició per part de Google de l'arxiu d'Usenet de Deja. Deja News estava operatiu des del març de 1995.
Google Groups permet a qualsevol usuari conduir i accedir lliurement a fil de discussions, ja sigui mitjançant una interfície web o per correu electrònic. Hi ha almenys dos tipus de grups de discussió. El primer tipus són els fòrums específics de Google Groups, que actuen més com llistes de correus. El segon tipus són els grups Usenet, accessibles mitjançant NNTP, per als quals Google Groups actua com a porta d'entrada i arxiu no oficial. L'arxiu de Google Groups de publicacions de grups de notícies d'Usenet data de 1981. Mitjançant la interfície d'usuari de Google Groups, els usuaris poden llegir i publicar a grups Usenet.
A més d'accedir als grups de Google i Usenet, els usuaris registrats també poden configurar arxius de llistes de correu per a llistes de correu electrònic allotjades en altres llocs.

## Història

### Deja News
El Deja News Research Service era un arxiu de missatges publicats als grups de discussió d'Usenet, iniciat el març de 1995 per Steve Madere a Austin, Texas. Les seves potents capacitats de motor de cerca web van guanyar l'aclamació del servei, van generar controvèrsia i van canviar significativament la naturalesa percebuda de la discussió en línia. Aquest arxiu va ser adquirit per Google l'any 2001.
Tot i que els arxius de discussions d'Usenet s'havien conservat mentre va existir el mitjà, Deja News va oferir una nova combinació de funcions. Estava disponible per al públic en general, proporcionava una interfície d'usuari senzilla de la World Wide Web, permetia cerques a tots els grups de notícies arxivats, retornava resultats immediats i conservava els missatges indefinidament. Les instal·lacions de cerca van transformar Usenet d'una eina de comunicació poc organitzada i efímera en un dipòsit d'informació valuós. La relativa permanència de l'arxiu, combinada amb la possibilitat de cercar missatges per autor, va generar preocupacions sobre la privadesa i va confirmar les advertències passades sovint repetides que els usuaris haurien de ser prudents a l'hora de parlar d'ells mateixos i dels altres.
Tot i que Madere inicialment es va mostrar reticent a eliminar material arxivat, les protestes dels usuaris i la pressió legal van portar a la introducció del "nuking", un mètode perquè els usuaris eliminessin permanentment els seus propis missatges dels resultats de la cerca. Ja donava suport a l'ús d'una capçalera de missatge "X-No-Archive", que si hi hagués provocaria l'omissió d'un article de l'arxiu. Això no va impedir que altres citessin el material en un missatge posterior i fessin que s'emmagatzemés. Els propietaris de copyright també podien treure material de l'arxiu. Segons Humphrey Marr de Deja News, les accions de copyright més freqüentment provenien de l'Església de la Cienciologia.
La capacitat d'"acumular" publicacions es va mantenir oberta durant molts anys, però després es va eliminar sense explicació sota el mandat de Google. Google també va restaurar erròniament missatges anteriorment "acumulades" en un moment, i va enfadar molts usuaris. Els "Nukes" que estaven vigents en el moment en què Google va eliminar la possibilitat encara es compleixen, però. Des del maig de 2014, els usuaris europeus poden sol·licitar que els resultats de la cerca del seu nom de Google Groups, inclòs el seu arxiu Usenet, no estiguin vinculats segons la llei del dret a l'oblit. Google Groups és un dels deu llocs més desenllaçats. Si Google no concedeix una desenllaç, els europeus poden apel·lar a les seves agències locals de protecció de dades.

### Canvi de direcció
Finalment, el servei es va ampliar més enllà de la cerca. "My Deja News" va oferir la possibilitat de llegir Usenet de manera cronològica tradicional, per grup, i de publicar nous missatges a la xarxa. Les comunitats Deja eren fòrums d'Internet privats que s'oferien principalment a les empreses. L'any 1999, el lloc (ara conegut com a Deja.com) va canviar de direcció sobtadament i va fer de la seva característica principal un servei de comparació de compres. Durant aquesta transició, que va implicar la reubicació dels servidors, molts missatges antics de l'arxiu Usenet van quedar no disponibles. A finals de 2000, l'empresa, en dificultats financeres, va vendre el servei de compres a eBay, que va incorporar la tecnologia als seus serveis half.com.

### Google Groups
L'any 2001, el servei de recerca Deja es va tancar. El febrer de 2001, Google va adquirir Deja News i el seu arxiu i va fer la transició dels seus actius a groups.google.com. Els usuaris van poder accedir a aquests grups de notícies Usenet mitjançant la nova interfície de Google Groups.
A finals de 2001, l'arxiu s'havia complementat amb altres missatges arxivats que dataven de l'11 de maig de 1981. Aquestes primeres publicacions de 1981 a 1991 van ser donats a Google per la University of Western Ontario, basats en els arxius de Henry Spencer de la Universitat of Toronto. Poc temps després, Google va llançar una nova versió que permetia als usuaris crear els seus propis grups que no pertanyien a Usenet.
Quan AOL va suspendre l'accés a Usenet cap al 2005, va recomanar Google Groups.
El 2008, Google va trencar la funcionalitat de cerca de Grups i la va deixar sense funcionar durant aproximadament un any, fins que un article a Wired va estimular l'empresa a solucionar els problemes.
Durant uns quants anys a partir de maig de 2010, Google va canviar gradualment el disseny de les pàgines de resultats de la cerca web, sovint degradant la descoberta del mateix lloc, així com la seva usabilitat i funcionalitat.
El 13 de febrer de 2015, una notícia de Vice Media va informar que la capacitat de fer cerques avançades en tots els grups havia tornat a no funcionar i, fins ara, Google no ha solucionat ni reconegut el problema. L'investigador entrevistat va declarar: "Les cerques avançades dins de grups específics semblen funcionar, però això no és útil per a cap forma de recerca, ja sigui casual o acadèmica".

## Crítica
Lee Rizor, també conegut com Blinky the Shark, va començar el projecte de millora d'Usenet, un projecte molt crític amb Google Groups i els seus usuaris. El projecte pretén "fer de la participació a Usenet una millor experiència". Han acusat Google Groups d'ignorar una "onada creixent de correu brossa" dels seus servidors i d'encoratjar un setembre etern de "lusers" i "lamers" que arribin en grups establerts en massa. El Projecte de millora d'Usenet ofereix diversos exemples de killfile per bloquejar missatges publicats pels usuaris de Google Groups en diversos lectors de notícies.
Els col·laboradors de Slashdot, Vice i Wired han criticat Google per la seva interrupció no anunciada de la pàgina de cerca avançada de Google Groups Advanced i la possibilitat de fer cerques avançades a tots els grups, de manera que és gairebé impossible trobar publicacions sense saber-ne les paraules clau que són úniques a tot l'arxiu de publicacions de diverses dècades de Google Groups, o bé saber per endavant quin grup de notícies s'hi van publicar. Altres comentaristes han observat des d'aleshores que fins i tot moltes cerques simples a tots els grups no aconsegueixen retornar resultats correctes de manera repetida.

### Bloqueig
Google Groups fou bloquejat a Turquia el 10 d'abril de 2008 per ordre d'un tribunal. Segons The Guardian, el tribunal va prohibir Google Groups després d'una denúncia per difamació d'Adnan Oktar contra el servei. Google Groups va ser el primer d'uns quants llocs web bloquejats pel govern turc en ràpida successió només per incloure material que suposadament va ofendre l'Islam. La prohibició es va eliminar un mes després, el 15 de maig de 2008.